# Margaritaria hotteana
Margaritaria hotteana là một loài thực vật có hoa trong họ Diệp hạ châu. Loài này được (Urb. & Ekman) G.L.Webster mô tả khoa học đầu tiên năm 1957.